# Paderew
Paderew – kolonia wsi Łazów w Polsce, położona w województwie mazowieckim, w powiecie sokołowskim, w gminie Sterdyń.
W latach 1975–1998 kolonia administracyjnie należała do województwa siedleckiego.
Wierni wyznania rzymskokatolickiego należą do parafii Wniebowzięcia NMP w Łazówku.